# City of Clarence
City of Clarence – obszar samorządu lokalnego (ang. local government area), położony na wschodnim brzegu rzeki Derwent wchodzący w skład aglomeracji Hobart. Założony w 1803 roku. Clarence zamieszkuje największa liczba ludności w aglomeracji  51173 osób (dane z 2007). 
W celu identyfikacji samorządu Australian Bureau of Statistics wprowadziło czterocyfrowy kod dla City of Clarence – 1410. 

## Ważniejsze miejsca
- Bellerive Oval
- Międzynarodowe Lotnisko
- Most Tasmana